# Bobby Gillespie
Robert Bernard Andrew "Bobby" Gillespie (Glasgow, Escocia, 22 de junio de 1962) es un músico británico, cantante y miembro fundador de la banda de rock alternativo Primal Scream. También fue el batería de The Jesus and Mary Chain a mediados de los ochenta. 

## Biografía
Nacido y criado en el barrio de Mount Florida en Glasgow, asistió a la escuela de secundaria Kings Park. Su padre es Bob Gillespie, un antiguo dirigente sindical miembro de la Sociedad de Artesanos Gráficos y candidato al Ayuntamiento del pueblo escocés de Govan con el Partido Laborista en 1988 ; perdió las elecciones ante el candidato por el Partido Nacionalista Escocés.

### Época en The Jesus and Mary Chain
Gillespie se hizo famoso tocando la batería en la banda The Jesus and Mary Chain. Antes de tocar en The Jesus and Mary Chain, trabajó como pipa en Altered Images y tocó el bajo en The Wake. Gillespie era amigo de Douglas Hart, el bajista de The Jesus and Mary Chain, que le comentó si quería unirse a la banda tras la marcha del batería original, que abandonó el grupo después del lanzamiento de su single de debut en 1984. El estilo de Gillespie al tocar la batería era minimalista. Su batería, que tocaba de pie, estaba compuesta solo por una caja y un floor, idea copiada de la baterista de la Velvet Underground Maureen Tucker.
Gillespie participó como batería en el LP de debut de The Jesus And Mary Chain, Psychocandy, que fue lanzado en 1985 con gran éxito de crítica. Por aquel entonces Gillespie ya había lanzado un sencillo, si bien es cierto que con éxito, con su propia banda, Primal Scream. Durante sus días como batería, Gillespie continuó trabajando con Primal Scream, banda que formó con el guitarrista Jim Beattie en 1982. A comienzos de 1986, Gillespie tocó por última vez con The Jesus and Mary Chain para dedicarse por completo a Primal Scream.

### Primal Scream
La banda firmó con el sello Creation Records en 1985, y ese año lanzaron dos singles. En cualquier caso, Primal Scream no despegó realmente hasta la segunda mitad de 1986, cuando Gillespie abandonó definitivamente The Jesus And Mary Chain y los guitarristas Andrew Innes y Robert Young se unieron a la banda. Su single "Velocity Girl" se incluyó en una recopilación de NME en 1986, una colección de grupos de pop underground que definieron a mediados de los años 80 la escena indie pop del Reino Unido. Tras el rechazo de la banda a la versión inicial de su primer álbum, Sonic Flower Groove (grabado con Stephen Street), volvieron a grabar el álbum con Mayo Thompson, que fue finalmente lanzado en 1987 por Elevation, una filial de Creation. El álbum, con influencias de hard rock de los Rolling Stones, New York Dolls, los Stooges o MC5, fue bien recibido por la comunidad indie británica.
A medida que la década de los 80 llegó a su fin, la escena musical underground de Gran Bretaña fue dominada por la creciente escena acid house. Primal Scream se fascinó con la música de baile, y le pidieron a un amigo, un DJ llamado AndrewWeatherall, remezclar su canción "I'm Losing More Than I'll Ever Have". Weatherall modificó totalmente la canción, eliminó la mayor parte de la instrumentación original, e intercaló diferentes samplers, incluyendo diálogos de Peter Fonda de la película Los ángeles del infierno. La nueva mezcla fue retitulada "Loaded", y se convirtió en una sensación. "Come Together", el primer single de su tercer álbum, fue muy similar, y también muy elogiado.
Para su tercer álbum, Screamadelica, Primal Scream no sólo trabajaron con Andrew Weatherall y Hugo Nicolson, la pareja que diseñó el sonido del álbum, sino también con The Orb y el antiguo productor de los Rolling Stones Jimmy Miller. El resultado fue un álbum caleidoscópico, neo-psicodélico de fusión de dub, Techno, acid house, pop y rock. El disco fue recibido con buenas críticas en el Reino Unido en la primavera de 1991. Screamadelica también marcó un momento importante en el pop británico en la década de 1990, ayudando a acercar el techno a la corriente principal. El álbum fue un gran éxito y ganó el Mercury Music Prize en 1992.
Su cuarto álbum, Give Out But Don't Give Up, marcó una ruptura con respecto a su sonido original, ya que estaba influido por el sonido de los Rolling Stones. El disco, muy esperado, no fue bien recibido, y fue un relativo fracaso comercial. Una consecuencia negativa fue que afectó negativamente la reputación del grupo como innovadores, una situación ante la que reaccionaron con la canción Trainspotting, publicada en 1996 en la banda sonora de la exitosa película homónima, volviendo al estilo bailable de Screamadelica. La banda continuó trabajando en su siguiente disco, titulado Vanishing Point, durante 1996, publicándose finalmente con críticas entusiastas en el verano de 1997. Le siguió el ultra-agresivo XTRMNTR en la primavera de 2000. Dos años más tarde, Primal Scream publicaron Evil Heat, un disco plagado de colaboraciones (hasta la supermodelo Kate Moss hace su aparición) en línea con XTRMNTR, y en 2006 salió Riot City Blues.
En enero de 2010, Primal Scream empezó a trabajar en su próximo álbum.
En diciembre de 2011, el bajista Mani actuó por última vez con el grupo, ya que decidió abandonarlo para reunirse con su antiguo grupo The Stone Roses.

## Discografía

### Álbumes de estudio
- 2021 Utopian Ashes (Bobby Gillepsie and Jehnny Beth)

## Vida personal
Gillespie se casó con la estilista Katy England en la iglesia de Santa Margarita, Betley el 29 de julio de 2006. Tienen dos hijos, Wolf (nacido en 2002) y Lux (nacido en 2004).